# Dreifaltigkeitskapelle (Wiggensbach)

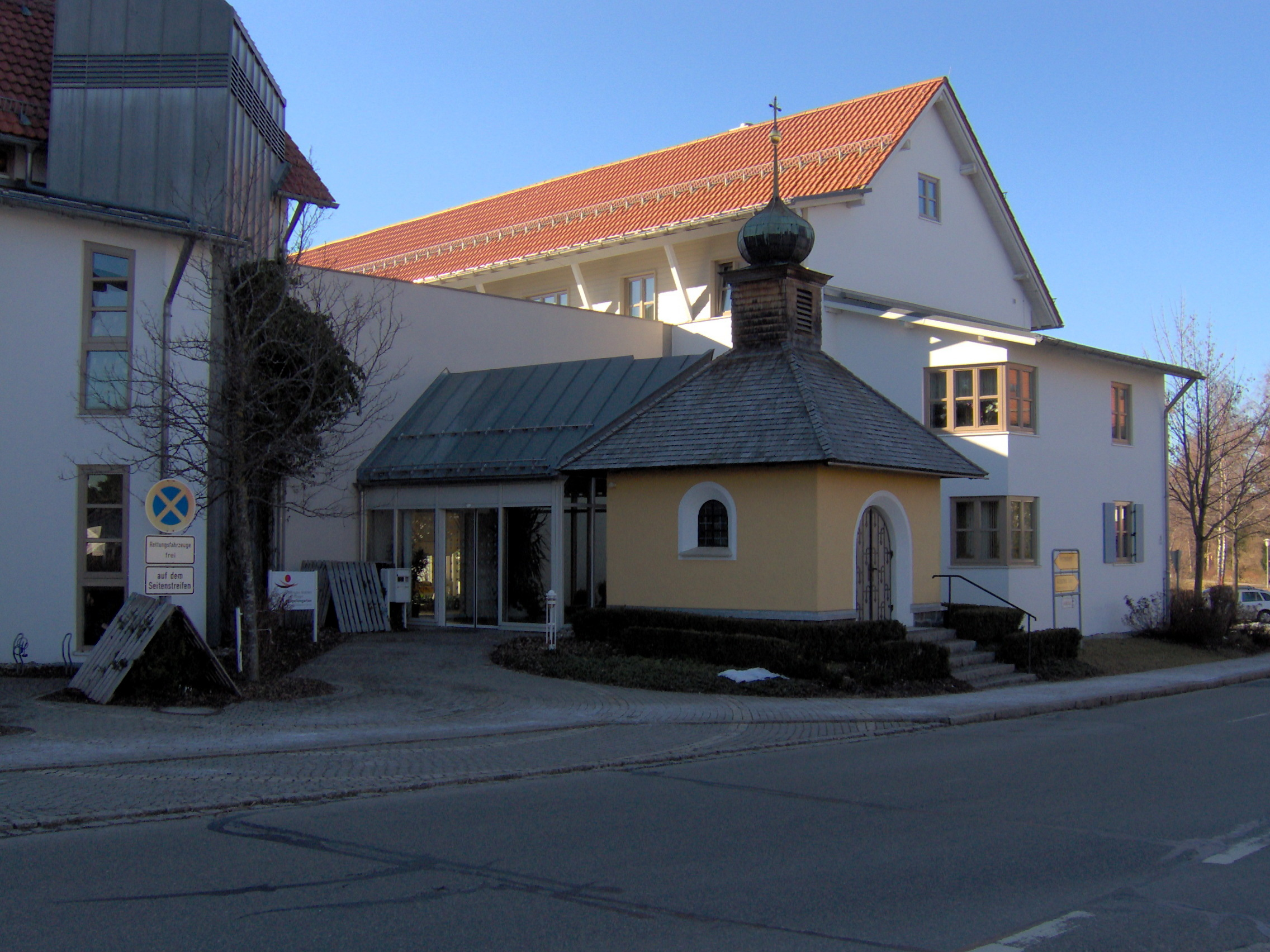
Dreifaltigkeitskirche in Wiggensbach

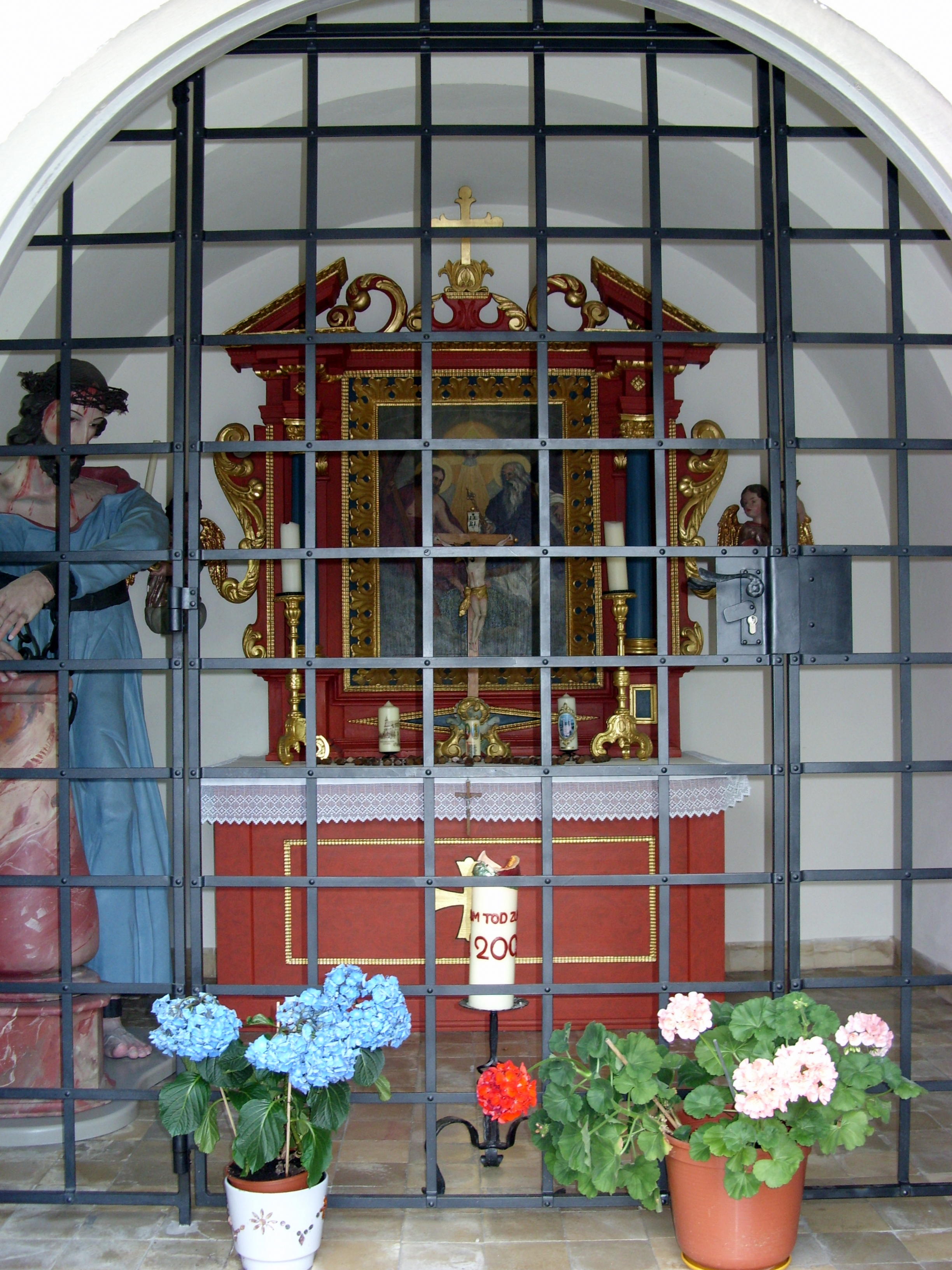
Innenansicht der Dreifaltigkeitskapelle in Wiggensbach

Die römisch-katholische Dreifaltigkeitskapelle befindet sich in Wiggensbach im Landkreis Oberallgäu (Bayern). Die Kapelle aus dem Jahr 1931 steht unter Denkmalschutz. Sie wurde an der Stelle einer abgegangenen Kapelle errichtet.
Auf dem Altar des späten 17. Jahrhunderts, flankiert von zwei Säulen, zeigt das stark übergangene Altarblatt die Dreifaltigkeit. Rechts und links daneben ist jeweils ein Leuchterengel aus der gleichen Zeit. Die lebensgroße Figur des Kerkerchristus wurde gegen 1800 geschaffen. Die Votivtafeln stammen aus den Jahren 1821, 1826, 1829 und 1841.